# Musoma Rural (huyện)
Musoma Rural là một huyện thuộc vùng Mara, Tanzania. Thủ phủ của huyện Musoma Rural đóng tại Musoma. Huyện Musoma Rural có diện tích 1929 ki lô mét vuông. Đến thời điểm điều tra dân số ngày 25 tháng 8 năm 2002, huyện Musoma Rural có dân số 329824 người.